# Evropské společenství pro atomovou energii
Evropské společenství pro atomovou energii (zkráceně Euratom nebo ESAE) je od roku 1958 mezinárodní organizace pro podporu jaderného výzkumu a bezpečnosti v Evropě. Součástí společenství jsou členské státy EU a jeho činnost je s Evropskou unií provázána, ale právně se jedná o samostatnou organizaci, která nespadá do pravomoci Evropského parlamentu.
Euratom byl založen 25. března 1957 v Římě na základě Římských smluv (vstoupily v platnost 1. ledna 1958). Zakládajícími zeměmi byly Francie, Západní Německo, Itálie, Belgie, Lucembursko a Nizozemsko. Hlavním úkolem Euratomu je: „přispět ke zvýšení životní úrovně v členských státech a k rozvoji vztahů s ostatními zeměmi vytvořením podmínek nezbytných pro rychlé vybudování a růst jaderného průmyslu“. Dalšími úkoly jsou například:
- investice do jaderného průmyslu
- spolupráce ve výzkumu a vývoji
- ochrana zdraví
- společný jaderný trh
- spolupráce při nakládání s jaderným palivem
- společný postup vůči třetím zemím

## Historie
Vznik Euratomu byl iniciován Jeanem Monnetem, jenž po zkušenostech s odmítáním evropské integrace plánoval postupnou integraci jednotlivých sektorů po vzoru Evropského společenství uhlí a oceli. Zaměření na atomovou energii odráželo poválečný optimismus ohledně využití jádra a nákladnost rozvoje v této oblasti, převyšující možnosti jednotlivých států.
Zpočátku měl Euratom samostatné instituce, stejného charakteru jako ESUO a EHS: Komisi, výkonný orgán nezávislý na vládách, a Radu, řídicí orgán složený ze zástupců hájích zájmy jednotlivých členských zemí. V roce 1967 byly sloučeny Slučovací smlouvou do institucí jednotných pro všechna Evropská společenství.
Předsedy Komise Euratomu byli Louis Armand (Francie, leden až září 1958), Enrico Medi (Itálie, úřadující předseda, září 1958 až únor 1959), Etienne Hirsch (Francie, únor 1959 až leden 1962) a Pierre Chatenet (Francie, leden 1962 až červenec 1967).
Postupem času se hlavní náplní Euratomu stala podpora výzkumu.
| Podpis Platnost Smlouvy   | 1948 Brusel                                             | 1951 1952 Pařížská        | 1954 1955 Paříž. doh.                     | 1957 1958 Římské                          | 1965 1967 Slučovací                                       | 1975 TREVI                                         | 1985 Schengenská                                   | 1986 1987 JEA                                      | 1992 1993 Maastrichtská                            | 1992 1993 Maastrichtská | 1997 1999 Amsterodamská | 2001 2003 Niceská  | 2007 2009 Lisabonská | 2007 2009 Lisabonská |  |  |  |  |  |  |  |  |
|                           |                                                         |                           |                                           |                                           |                                                           |                                                    |                                                    |                                                    |                                                    |                         |                         |                    |                      |                      |  |  |  |  |  |  |  |  |
| Tři pilíře Evropské unie: |                                                         |                           |                                           |                                           |                                                           |                                                    |                                                    |                                                    |                                                    |                         |                         |                    |                      |                      |  |  |  |  |  |  |  |  |
| Evropská společenství:    |                                                         |                           |                                           |                                           |                                                           |                                                    |                                                    |                                                    |                                                    |                         |                         |                    |                      |                      |  |  |  |  |  |  |  |  |
|                           | Evropské společenství pro atomovou energii (EURATOM)    |                           |                                           |                                           |                                                           |                                                    |                                                    |                                                    |                                                    |                         |                         |                    |                      |                      |  |  |  |  |  |  |  |  |
|                           |                                                         |                           | Evropské společenství uhlí a oceli (ESUO) | Evropské společenství uhlí a oceli (ESUO) | Evropské společenství uhlí a oceli (ESUO)                 | Evropské společenství uhlí a oceli (ESUO)          | Smlouva vypršela v roce 2002                       | Smlouva vypršela v roce 2002                       | Smlouva vypršela v roce 2002                       |                         | Evropská unie (EU)      | Evropská unie (EU) |                      |                      |  |  |  |  |  |  |  |  |
|                           |                                                         |                           | Evropské hospodářské společenství (EHS)   |                                           |                                                           |                                                    |                                                    |                                                    |                                                    |                         | Evropská unie (EU)      | Evropská unie (EU) |                      |                      |  |  |  |  |  |  |  |  |
|                           |                                                         |                           |                                           | Schengenská smlouva                       |                                                           |                                                    | Evropské společenství (ES)                         | Evropské společenství (ES)                         |                                                    |                         | Evropská unie (EU)      | Evropská unie (EU) |                      |                      |  |  |  |  |  |  |  |  |
|                           |                                                         | TREVI                     | TREVI                                     | TREVI                                     | Spolupráce v oblasti spravedlnosti a vnitřních věcí (SVV) |                                                    | Evropské společenství (ES)                         | Evropské společenství (ES)                         |                                                    |                         | Evropská unie (EU)      | Evropská unie (EU) |                      |                      |  |  |  |  |  |  |  |  |
|                           | Policejní a soudní spolupráce v trestních věcech (PJCC) | TREVI                     | TREVI                                     | TREVI                                     | Spolupráce v oblasti spravedlnosti a vnitřních věcí (SVV) |                                                    |                                                    |                                                    |                                                    |                         | Evropská unie (EU)      | Evropská unie (EU) |                      |                      |  |  |  |  |  |  |  |  |
|                           |                                                         |                           |                                           |                                           | Evropská politická spolupráce (EPS)                       | Společná zahraniční a bezpečnostní politika (SZBP) | Společná zahraniční a bezpečnostní politika (SZBP) | Společná zahraniční a bezpečnostní politika (SZBP) | Společná zahraniční a bezpečnostní politika (SZBP) |                         | Evropská unie (EU)      | Evropská unie (EU) |                      |                      |  |  |  |  |  |  |  |  |
| Bruselský pakt            | Bruselský pakt                                          | Západoevropská unie (ZEU) | Západoevropská unie (ZEU)                 | Západoevropská unie (ZEU)                 | Západoevropská unie (ZEU)                                 | Západoevropská unie (ZEU)                          | Západoevropská unie (ZEU)                          |                                                    |                                                    |                         |                         | Evropská unie (EU) |                      |                      |  |  |  |  |  |  |  |  |
| Bruselský pakt            | Bruselský pakt                                          | Západoevropská unie (ZEU) | Západoevropská unie (ZEU)                 | Západoevropská unie (ZEU)                 | Západoevropská unie (ZEU)                                 | Západoevropská unie (ZEU)                          | Západoevropská unie (ZEU)                          | Smlouva vypršela v roce 2011                       |                                                    |                         |                         |                    |                      |                      |  |  |  |  |  |  |  |  |
|                           |                                                         |                           |                                           |                                           |                                                           |                                                    |                                                    |                                                    |                                                    |                         |                         | z • d • e          |                      |                      |  |  |  |  |  |  |  |  |